# Seznam avstrijskih vladarjev
Seznam avstrijskih vladarjev vsebuje seznam vladarjev na področju današnje Avstrije - večinoma tudi na področju današnje Slovenije in širje - od visokega srednjega veka pa do konca Prve svetovne vojne. 

### Razlaga
Od leta 976 do 1246 so Mejni marki Avstriji in njeni naslednici Vojvodini Avstriji vladali člani vladarske hiše Babenberžanov. Takrat so bile te dežele del "Svetorimskega" oziroma "Rimsko-nemškega cesarstva".Od leta 1246 do 1918 so Vojvodini Avstriji in njeni naslednici, Nadvojvodini Avstriji, vladali člani vladarske hiše Habsburžanov. Po podpisu premirja Avstro-Ogrske na koncu Prve svetovne vojne so bili vsi ti nazivi ukinjeni ali pa so prenehali veljati z ustanovitvijo sodobne Republike Avstrije.

## Avstrijski mejni grofje
Avstrijska marka, znana tudi kot Marcha Orientalis  ali Vzhodna krajina, je bila prvič oblikovana leta 976 iz dežel, ki so bile v karolinških časih Panonska marka. Najstarejše potrdilo sega v leto 996, kjer se pisno ime "ostarrichi" pojavlja v dokumentu o prenosu zemljišča v današnji Avstriji na bavarski samostan.

### Babenberžani
| Vladar                                                                                            | Življenje                                         | Začel vladanje | Končal vladanje | Vladarska hiša | Opombe                                                                                     | Slika |
| ------------------------------------------------------------------------------------------------- | ------------------------------------------------- | -------------- | --------------- | -------------- | ------------------------------------------------------------------------------------------ | ----- |
| Leopold I. Slavni nemško Leopold I der Erlauchte avstrijski mejni grof                            | okrog 940 – 10. julij 994 (54-leten)              | 976            | 994 (18 let)    | Babenberžani   | Sin Arnulfa Bavarskega; začetnik Babenberžanov                                             |       |
| Henrik I. Močni nemško Heinrich I der Starke avstrijski mejni grof                                | okrog 965 – 3. julij 1018 (pribl. 53-leten)       | 994            | 1018 (23 let)   | Babenberžani   | sin Leopolda Slavnega                                                                      |       |
| Adalbert Zmagoviti nemško Adalbert der Siegreiche avstrijski mejni grof                           | okrog 985 – 26. maj 1055 (pribl. 70-leten)        | 1018           | 1055 (37 let)   | Babenberžani   | sin Leopolda Slavnega                                                                      |       |
| Ernest I. Pogumni nemško Ernst I der Tapfere avstrijski mejni grof                                | ok. 1027 – 10. junij 1075 (pribl. 48-leten)       | 1055           | 1075 (20 let)   | Babenberžani   | sin Adalberta Zmagovitega                                                                  |       |
| Leopold II. Lepi nemško Leopold II der Schöne avstrijski mejni grof                               | 1050 – 12. oktober 1095 (približno 45-leten)      | 1075           | 1095 (20 let)   | Babenberžanski | sin Ernesta Pogumnega                                                                      |       |
| Leopold III. Sveti nemško Leopold III der Heilige avstrijski mejni grof                           | 29. september 1073 – 15. november 1136 (63-leten) | 1095           | 1136 (41 let)   | Babenberžani   | Sin Leopolda Lepega. Prva žena mu je umrla 1105;nato se je poročil z vdovo Nežo Waiblinško |       |
| Leopold IV. Velikodušni nemško Leopold IV der Freigiebige bavarski vojvoda, avstrijski mejni grof | 1108 – 18. oktober 1141 (33-leten)                | 1136           | 1141 (5 let)    | Babenberžani   | sin Leopolda Svetega                                                                       |       |
| Henrik II. Jasomirgotski nemško Heinrich II. Jasomirgott avstrijski mejni grof                    | 1107 – 13. januar 1177 (okrog 70-leten)           | 1141           | 1156 (15 let)   | Babenberžani   | sin Leopolda Svetega. 1156 je na temelju listine Privilegium minus dosegel stan vojvoda.   |       |

## Avstrijski vojvodi
| Vladar                                                                                        | Življenje                                    | Začel vladanje    | Končal vladanje                               | Vladarska hiša | Opomba | Slika |
| --------------------------------------------------------------------------------------------- | -------------------------------------------- | ----------------- | --------------------------------------------- | -------------- | --- | ----- |
| Henrik II. Jasomirgotski nemško Heinrich II. Jasomirgott avstrijski vojvoda                   | 1107 – 13. januar 1177 (okrog 70-leten)      | 8. september 1156 | 13. januar 1177 (20 let, 4 mesece, 5 dni)     | Babenberžani   | sin avstrijskega mejnega grofa Leopolda Svetega in bavarske vojvodinje Neže Waiblinške                                                            |       |
| Leopold V. Krepostni nemško Leopold V. der Tugendhafte avstrijski vojvoda                     | 1157 – 31. december 1194 (okrog 37-leten)    | 13. januar 1177   | 31. december 1194 (17 let, 11 mescev, 18 dni) | Babenberžan    | sin avstrijskega vojvoda Henrika II. Jasomirgotskega in njegove druge žene bizantinske princese Teodore Komnene Leta 1172 se je poročil s Heleno. |       |
| Friderik I. Katoliški nemško Friedrich I. der Katholische oder Christliche avstrijski vojvoda | okrog 1175 – 16. april 1198 (okoli 23-leten) | 31. december 1194 | 16. april 1198 (3 leta, 3 mesce, 16 dni)      | Babenberžan    | sin Leopolda V. Krepostnega in Helene Ogrske |       |
| Leopold VI. Slavni nemško Leopold VI. der Glorreiche avstrijski vojvoda                       | 15. oktober 1176 – 28. julij 1230 (53-leten) | 16. april 1198    | 28. julij 1230 (32 let, 3 mesce, 12 dni)      | Babenberžan    | sin Leopolda V. Krepostnega in Helene Ogrske, brat Friderika I. Katoliškega                                                                       |       |
| Friderik II. Prepirljivi nemško Friedrich II. der Streitbare avstrijski vojvoda               | 15. junij 1211 – 15. junij 1246 (35-leten)   | 28. julij 1230    | 15. junij 1246 (15 let, 10 mescev, 18 dni)    | Babenberžan    | sin Leopolda VI. Slavnega in bizantinske princese Teodore Angeline                                                                                |       |

### Medvladje
Ko so Babenberžani leta 1246 izumrli, je nastalo medvladje. Vojvodina Avstrija se je vrnila k cesarju Frideriku II. Zaslišanih je bilo več prosilcev, vključno s Přemyslovcem Otokarjem. 
Otokar je bil močan srednjeevropski vladar. V obdobju interregnuma v Svetorimskem cesarstvu je zavladal obsežnemu ozemlju, ki je segalo preko Alp vse do Jadranskega morja. Za časa njegove vladavine je doseglo češko kraljestvo največji gospodarski in politični razmah vse do obdobja Karla IV. Zahvaljujoč svojim diplomatskim sposobnostim in iznajdljivi politiki si je Otokar II. poleg češke krone pridobil tudi nazive vojvoda Avstrije (od leta 1251), vojvode Štajerske (od leta 1261), vojvode Koroške in Kranjske (od leta 1269);  1272 je postal še furlanski generalni kapitan, s čimer je dejansko postal upravitelj Oglejskega patriarhata in s tem Istre. Tako je obvladoval ozemlja od Češke do Jadranskega morja. 
S tem je postal najmočnejši vladar v Svetorimskem cesarstvu in se nekajkrat neuspešno potegoval tudi za cesarsko krono. Gotovo je bila prav njegova izredna moč tista, ki mu je na koncu preprečila postati cesar – proti njemu so se namreč združili mnogi njegovi manjši nasprotniki. Otokarjevemu vrtoglavemu vzponu je sledil prav tako strm padec.
Takrat je vladal kot svetorimski cesar Rihard Kornvalski (1257-1272), ki mu je izročil avstrijsko vojvodstvo 1260. Za Vojvodino Avstrijo pa se je potegoval tudi Rudolf, ki ga je ob podpori Otokarjevih sovražnikov v bitki na Moravskem polju 26. avgusta 1278 porazil in umoril, potem ko je bil dve leti prej izobčen iz cesarstva. Tako je avstrijski vojvoda postal Rudolf Habsburški in on je začel dinastijo Habsburžanov, ki je trajala vse do konca Prve svetovne vojne 1918. 
| Zaporedna številka | Podoba | Življenje                     | Vladanje                                                                               |
| ------------------ | ------ | ----------------------------- | -------------------------------------------------------------------------------------- |
| 13                 | Otokar | Otokar 1230 - 26. avgust 1278 | 1260 - 26. avgust 1278 Kranjski in Koroški vojvoda 1269 – 1276 Kralj Češke 1253 - 1278 |

## Habsburžani (1278-1359)
1278 je Rudolf Habsburški premagal Otokarja Češkega in tako je Avstrijsko vojvodstvo prešlo v posest habsburške dinastije; nasprotja pa je Rudolf izgladil s porokami - in tako so si postali sorodniki in prijatelji. Člani habsburške rodovine so bili pogosto tudi cesarji Svetorimskega cesarstva. Mnogi vojvodi so imeli za sovladarje sinove ali brate.
Na splošno je veljalo mnenje, da Habsburžani niso bojevita rodovina; da torej ne iščejo sporov in spopadov. Znano je bilo namreč reklo: »Felix Austria« oziroma »Tu, felix Austria, nube!« To pomeni, da so svojo posest in oblast raje kot z vojskovanjem širili z dednimi pogodbami in porokami z znamenitimi evropskimi kraljevskimi in drugimi uglednimi družinami - med drugimi tudi s Celjskimi. 
| Felix Austria (latinsko)                    | Glückliches Österreich (nemško)                                    | Srečna Avstrija (slovensko)                           |
| ------------------------------------------- | ------------------------------------------------------------------ | ----------------------------------------------------- |
| "Bella gerant alii, tu felix Austria nube." | "Kriege führen mögen andere, du, glückliches Österreich, heirate." | "Naj se vojskujejo drugi, srečna se, Avstrija, ženi." |

Kljub temu pa se je že prvi avstrijski vojvoda Rudolf Habsburški spustil v vojno z Otokarjem Češkim, da bi si vrnil dedne avstrijske dežele. 
Vsaka bitka pa ni šla tako po sreči; avstrijski oblasti so se postavili po robu na primer sicer mali, toda složni in odločni Švicarji, ki so bili znani tudi po svoji surovosti. V kratki Bitki pri Morgartenu 1315 je kljub številčni premoči avstrijska vojska pod vodstvom Leopolda I. pretrpela poraz.

### Kako so Habsburžani vladali po deželah
| Vojvodina Avstrija (1291-1379)                                                                                      | |                                                                     |                                                                     |
| Vojvodina Spodnja Avstrija (1379-1457)                                                                              | Vojvodina Notranja in Prednja Avstrija Grofija Tirolska (1379-1406)                                                       | Vojvodina Notranja in Prednja Avstrija Grofija Tirolska (1379-1406) | Vojvodina Notranja in Prednja Avstrija Grofija Tirolska (1379-1406) |
| Vojvodina Spodnja Avstrija (1379-1457)                                                                              | | Vojvodina Prednja Avstrija (1406-1411)                              |                                                                     |
| Vojvodina Spodnja Avstrija (1379-1457)                                                                              | Grofija Tirolska Vojvodina Prednja Avstrija (1406/11-1453) Povzdignjena 1453 v: Nadvojvodina Prednja Avstrija (1453-1490) |                                                                     |                                                                     |
| Vojvodina Notranja Avstrija (1406-1453) Povzdignjena 1453 v: Nadvojvodina Notranja Avstrija (1453-1490)             | |                                                                     |                                                                     |
| Nadvojvodina Avstrija (meja Notranje Avstrije) (1490-1564)                                                          | |                                                                     |                                                                     |
| Nadvojvodina Spodnja in Zgornja Avstrija (1564-1619)                                                                | Nadvojvodina Spodnja in Zgornja Avstrija (1564-1619)                                                                      | Nadvojvodina Prednja Avstrija (s Tirolsko) (1564-1619)              | Nadvojvodina Notranja Avstrija (1564-1619)                          |
| Nadvojvodina Avstrija (meja Notranje Avstrije) (1619-1623)                                                          | |                                                                     |                                                                     |
| Nadvojvodina Spodnja in Notranja Avstrija (1623-1665)                                                               | Nadvojvodina Spodnja in Notranja Avstrija (1623-1665)                                                                     | Nadvojvodina Prednja Avstrija (1623-1665)                           | Nadvojvodina Prednja Avstrija (1623-1665)                           |
| Nadvojvodina Avstrija (1665-1804) (meja Spodnje/Notranje Avstrije 1665-1780; meja Habsburško-Lotarinških 1780-1804) | |                                                                     |                                                                     |

### Vladarji
| | Rudolf I. (1. maj 1218 – 15. julij 1291)                                        | 26. avgust 1278 | december 1282    | (1) Jera tri sine in šest hčerk (2) Izabela Koroška brez otrok. Njegovo geslo: "Utrum libet" "Kateri ti je všeč" | rimsko-nemški cesar Uvedel je svoje sinove v posest Avstrije, Štajerske in Kranjske                                                                                   |
| | Albreht I. (1. julij 1255 – 1. maj 1308)                                        | december 1282   | 1. maj 1308      | Elizabeta Koroška sedem sinov in pet hčerk Geslo: "Fugam victoria nescit" "Zmaga ne pozna pobega"                | Sin Rudolfa I. za nemško-rimskega cesarje izvoljen 1298 |
| | Rudolf II. Dobrovoljni (1270 – 10. maj 1290)                                    | december 1282   | 1. junij 1283    | Neža Češka en sin (Ivan Parricida)                                                                               | Sin Rudolfa I. odpovedal se je svojim pravicam v korist brata Albrehta                                                                                                |
| | Rudolf III. Dobri (ok. 1282 – 4. julij 1307)                                    | 27. julij 1298  | 4. julij 1307    | (1) Blanka Francoska ena hčerka (2) Elizabeta Poljska brez otrok                                                 | Sin Albrehta I.; oče ga je spravil na prestol, da je postal rimsko-nemški cesar; 'Rudolf I'. kot kralj Češke                                                          |
| | Friderik I. Lepi Lepi (1289 – 13. januar 1330)                                  | 1. maj 1308     | 13. januar 1330  | Izabela Aragonska dva sina in eno hčerko Geslo: "Adhuc stat" "Še vedno stoji"                                    | Sin Albrehta I.; bil je protikralj svetorimski kot Friderik III.; nato je sovladal z zakonitim cesarjem Ludvikom Bavarskim.                                           |
| | Leopold I. Znameniti (Habsburški) (4. avgust 1290 – 28. februar 1326)           | 1. maj 1308     | 28. februar 1326 | Katarina Savojska dve hčerki                                                                                     | Sin Alberta I.; sovladal s svojim bratom Friderikom nad Prednjo Avstrijo                                                                                              |
| | Albreht II. Modri (12. december 1298 – 16. avgust 1358)                         | 13. januar 1330 | 16. avgust 1358  | Ivana Pfirtova (1300-1353) štiri sine in dve hčeri Geslo: "Tolle moras" "Sprejmi zamudo"                         | Tretji sin Albrehta I. in Elizabete Koroške (1262-1312) vladal je sporazumno z bratom Otonom, potem pa z nečakoma Friderikom II. in Leopoldom II. vse do njune smrti. |
| | Oto IV. Veseli (23. julij 1301 – 17. februar 1339)                              | 13. januar 1330 | 17. februar 1339 | (1) Elizabeta Koroška (1262-1312) dva sina (2) Ana Češka (1323-1338) brez otrok                                  | Sedmi sin Albrehta I.; sovladal z bratom Albrehtom II., upravljal je Koroško                                                                                          |
| | Rudolf IV. Ustanovitelj oziroma Velikodušni (1. november 1339 – 27. julij 1365) | 16. avgust 1358 | 1359             | Katarina Češka brez otrok                                                                                        | Prvi sin Albrehta II. |
| Poleg nespremenjenih predpravic, ki so jih imeli Habsburžani že z odlokom Zlate bule iz leta 1356, je Rudolf ukazal sestaviti še Privilegium maius, ponarejeno listino za opolnomočenje avstrijskih vladarjev. Sam sebe je kot prvega imenoval za "nadvojvoda", in tako se je Vojvodina Avstrija prelevila v Nadvojvodino, vendar je rimsko-nemški cesar ta naslov uradno potrdil šele 1453. Rudolf je habsburški oblasti dodal tudi Tirolsko. |                                                                                 |                 |                  | | |
| Privilegium maius, ki ga je izdelal Rudolf leta 1359, je poskušal avstrijskim vojvodam dodeliti poseben položaj "nadvojvod". Ta naziv so pogosto uporabljali Ernest Železni in drugi vojvodi, vendar ga preostali knezi Svetorimskega cesarstva niso priznavali, vse dokler ni postal avstrijski vojvoda Friderik V. svetorimski cesar Friderik III.: on je 1453 potrdil ta privilegij.                                                        |                                                                                 |                 |                  | | |

### Delitev na Albertinsko in Leopoldinsko vejo
Po Rudolfovi smrti 1365 sta ga skupaj nasledila njegova brata Albert in Leopold, vendar sta si z Neuberškim sporazumom 1379 svojo posest, tj. »Habsburško deblo« (ali »drevo«) razdelila takole:
1. Albert je ustanovil »Albertinsko vejo«, ki je dobila Vojvodstvo Avstrijo, kasneje imenovano Spodnja Avstrija, ki pa se ne pokriva s sodobno istoimeno zvezno deželo;
2. Leopold pa je ustanovil »Leopoldinsko vejo«, ki je prevzela takrat pretežno s slovenskim življem nastanjene dežele: Štajersko, Koroško in Kranjsko vojvodstvo (s skupnim imenom Notranja Avstrija), Grofijo Tirolsko in Prednjo Avstrijo.

| Ime | Podoba                                                                                             | Rojen                                                                                              | Vladal                                                                                             | Področje                                                                                           | Žena | Umrl                                                                                               | Opombe |
| --- | -------------------------------------------------------------------------------------------------- | -------------------------------------------------------------------------------------------------- | -------------------------------------------------------------------------------------------------- | -------------------------------------------------------------------------------------------------- | --- | -------------------------------------------------------------------------------------------------- | --- |
| Albreht III. s čopom | | 9. september 1349 Dunaj Tretji sin Albrehta II. Modrega in Ivane Pfirtove                          | 29. julij 1365 –25.september 1379                                                                  | Vojvodina Avstrija                                                                                 | (1) Elizabeta Češka (1358–1373) po 19. marec 1366 Dunaj ni podatkov (2) Beatrika iz Nürnberga 4. marec 1375 Dunaj en sin | 29. avgust 1395 Laxenburg 45 let                                                                   | Brata predhodnika, sta si razdelila posesti 1379. Leopold je padel v Bitki pri Sempachu (1386); odločilni preobrat, ki pomeni rast Stare Švicarske sozveze in očitno upadanje habsburške moči v njihovi švicarski domovini. |
| Albreht III. s čopom | 25. september 1379 –29. avgust 1395                                                                | 9. september 1349 Dunaj Tretji sin Albrehta II. Modrega in Ivane Pfirtove                          | Vojvodina Spodnja Avstrija                                                                         | | (1) Elizabeta Češka (1358–1373) po 19. marec 1366 Dunaj ni podatkov (2) Beatrika iz Nürnberga 4. marec 1375 Dunaj en sin | 29. avgust 1395 Laxenburg 45 let                                                                   | Brata predhodnika, sta si razdelila posesti 1379. Leopold je padel v Bitki pri Sempachu (1386); odločilni preobrat, ki pomeni rast Stare Švicarske sozveze in očitno upadanje habsburške moči v njihovi švicarski domovini. |
| Leopold III. Pravični | | 1. november 1351 Dunaj Četrti sin Alberta II. Modrega in Ivane Pfirtove                            | 29. julij 1365 –25. september 1379                                                                 | Vojvodina Avstrija                                                                                 | Viridis Viscontijeva 23. februar 1365 Dunaj šest otrok                                                                   | 9. julij 1386 Sempach 34 let                                                                       | Brata predhodnika, sta si razdelila posesti 1379. Leopold je padel v Bitki pri Sempachu (1386); odločilni preobrat, ki pomeni rast Stare Švicarske sozveze in očitno upadanje habsburške moči v njihovi švicarski domovini. |
| Leopold III. Pravični | 25. september 1379 –9. julij 1386                                                                  | 1. november 1351 Dunaj Četrti sin Alberta II. Modrega in Ivane Pfirtove                            | Vojvodstvi Notranje in Prednje Avstrije (z Grofijo Tirolsko)                                       | | Viridis Viscontijeva 23. februar 1365 Dunaj šest otrok                                                                   | 9. julij 1386 Sempach 34 let                                                                       | Brata predhodnika, sta si razdelila posesti 1379. Leopold je padel v Bitki pri Sempachu (1386); odločilni preobrat, ki pomeni rast Stare Švicarske sozveze in očitno upadanje habsburške moči v njihovi švicarski domovini. |
| Viljem Olikani | | c. 1370 Dunaj Najstarejši sin Leopolda III. Pravičnega in Viridis Viscontijeve                     | 9. julij 1386 –15. julij 1406                                                                      | Vojvodstvi Notranje in Prednje Avstrije (z Grofijo Tirolsko)                                       | Ivana II. Neapeljska 13. november 1401 Dunaj ni podatkov                                                                 | 15. julij 1406 Dunaj 36 let                                                                        | Sovladal z bratom Leopoldom IV. Obenem je upravljal Spodnjo Avstrijo 1404–1406. |
| Leopold IV. Mastni | | okr. 1371 Dunaj Drugi sin Leopolda III. Pravičnega in Viridis Viscontijeve                         | 9. julij 1386 –15. julij 1406                                                                      | Vojvodstvi Notranje in Prednje Avstrije (z Grofijo Tirolsko)                                       | Katarina Burgundska 15. avgust 1393 Dunaj ni podatkov                                                                    | 3. junij 1411 Dunaj 40 let                                                                         | Upravljal tudi Spodnjo Avstrijo 1404–1411. Po delitvi 1406 obdržal Prednjo Avstrijo. |
| Leopold IV. Mastni | 15. julij 1406 –3. junij 1411                                                                      | okr. 1371 Dunaj Drugi sin Leopolda III. Pravičnega in Viridis Viscontijeve                         | Vojvodina Prednja Avstrija                                                                         | | Katarina Burgundska 15. avgust 1393 Dunaj ni podatkov                                                                    | 3. junij 1411 Dunaj 40 let                                                                         | Upravljal tudi Spodnjo Avstrijo 1404–1411. Po delitvi 1406 obdržal Prednjo Avstrijo. |
| Albreht IV. Potrpežljivi | | 19. september 1377 Dunaj Edinec Albrehta III. Pujsorepega in Beatrike Nürnberške                   | 29. avgust 1395 –14. september 1404                                                                | Vojvodina Spodnja Avstrija                                                                         | Ivana Zofija Bavarska 24. april 1390 Dunaj dva otroka                                                                    | 14. september 1404 Klosterneuburg 26 let                                                           | Njegovo vladavino označujejo napetosti in spori z Leopoldinsko Habsburško vejo in Luksemburžani. |
| Skrbništvo nad Viljemom Avstrijskim (vojvodom) in Leopoldom IV. Avstrijskim (vojvodom) (1404-1411) | Skrbništvo nad Viljemom Avstrijskim (vojvodom) in Leopoldom IV. Avstrijskim (vojvodom) (1404-1411) | Skrbništvo nad Viljemom Avstrijskim (vojvodom) in Leopoldom IV. Avstrijskim (vojvodom) (1404-1411) | Skrbništvo nad Viljemom Avstrijskim (vojvodom) in Leopoldom IV. Avstrijskim (vojvodom) (1404-1411) | Skrbništvo nad Viljemom Avstrijskim (vojvodom) in Leopoldom IV. Avstrijskim (vojvodom) (1404-1411) | Skrbništvo nad Viljemom Avstrijskim (vojvodom) in Leopoldom IV. Avstrijskim (vojvodom) (1404-1411)                       | Skrbništvo nad Viljemom Avstrijskim (vojvodom) in Leopoldom IV. Avstrijskim (vojvodom) (1404-1411) | Nastopil kot mladoletnik, pod skrbništvom svojih Leopoldinskih stricev. Izvolili so ga 1437–38 za kralja Češke in Ogrske, kakor tudi za kralja Nemčije.                                                                     |
| Albreht V. Velikodušni | | 16. avgust 1397 Dunaj Edinec Albrehta IV. in Ivane Zofije Bavarske                                 | 14. september 1404 –27. oktober 1439                                                               | Vojvodina Spodnja Avstrija                                                                         | Elizabeta Luksemburška 26. april 1422 Dunaj tri otroke                                                                   | 27. oktober 1439 Neszmély 42 let                                                                   | Nastopil kot mladoletnik, pod skrbništvom svojih Leopoldinskih stricev. Izvolili so ga 1437–38 za kralja Češke in Ogrske, kakor tudi za kralja Nemčije.                                                                     |
| Začenja se tristoletno nasledstvo habsburških vladarjev kot rimsko-nemških cesarjev. Leta 1406, po smrti Viljema, so njegovi živeči bratje po Leopoldinski veji napravili novo delitev ozemelj: 1. Leopold je dobil Prednjo Avstrijo, ki mu jo je zapustil po svoji smrti njegov brat Friderik; 2. Ernest je ustanovil Starejšo Leopoldinsko vejo, ki je dobila Notranjo Avstrijo; 3. Friderik je ustanovil Mlajšo Leopoldinsko vejo, ki je dobila Tirolsko in nato še Prednjo Avstrijo. | | | | | | | |

### Trojna delitev
| Ime | Podoba | Rojen | Vladal | Področje | Žena | Umrl | Opombe |
| --- | --- | --- | --- | --- | --- | --- | --- |
| Ernest Železni | | c. 1377 Most na Muri Tretji sin Leopolda III. Pravičnega in Viridis Viscontijeve                                                               | 15. julij 1406 –10. junij 1424 | Vojvodina Notranja Avstrija | (1) Marjeta Pomeranska 14. januar 1392 Most na Muri ni podatkov (2) Cimbarka Mazovjecka 25 januar 1412 Krakov devet otrok                                               | 10. junij 1424 Most na Muri 47 let | 1414 je bil zadnji vojvoda, ki so ga umestili po starodavnem karantanskem obredu; od tedaj se je imenoval nadvojvoda. Poleg Rudolfa IV. je le še on uporabljal ta naziv pred uradno potrditvijo 1453. |
| Friderik IV. Praznožepni | | c. 1382 Četrti sin Leopolda III. Pravičnega in Viridis Viscontijeve                                                                            | 15. julij 1406 –24. junij 1439 | Grofija Tirolska (s Prednjo Avstrijo od 1411)                                                                                                  | (1) Elizabeta Pfalška 24. december 1407 Innsbruck ena hči (2) Anna von Braunschweig 11. junij 1411 Innsbruck štiri otroke                                               | 24. junij 1439 Innsbruck 57 let Geslo: "Adhuc stat" "Še vedno stoji"                                                                           | Upravljal je tudi Notranjo Avstrijo 1424–1435; ker se je postavil na stran protipapeža Janeza XXIII., mu je Konstanški koncil odvzel preostalo družinsko posest, ki je pripadla Švicarski sozvezi. |
| sedisvakanca 1439–1440 | | | | | | | |
| Upravljal rimsko-nemški cesar Friderik III. (kot Friderik V. Avstrijski) (1440-1452)                                                           | Upravljal rimsko-nemški cesar Friderik III. (kot Friderik V. Avstrijski) (1440-1452)                                                           | Upravljal rimsko-nemški cesar Friderik III. (kot Friderik V. Avstrijski) (1440-1452)                                                           | Upravljal rimsko-nemški cesar Friderik III. (kot Friderik V. Avstrijski) (1440-1452)                                                           | Upravljal rimsko-nemški cesar Friderik III. (kot Friderik V. Avstrijski) (1440-1452)                                                           | Upravljal rimsko-nemški cesar Friderik III. (kot Friderik V. Avstrijski) (1440-1452)                                                                                    | Upravljal rimsko-nemški cesar Friderik III. (kot Friderik V. Avstrijski) (1440-1452)                                                           | Nasledil kot mladoletnik, pod skrbništvom sestrične Ernestine. Njegova smrt brez potomcev je končala Albertinsko vejo in področja, ki jih je podedoval na Češkem in Ogrskem, so bila obnovljena šele med vladavino rimsko-nemškega cesarja Ferdinanda I.. |
| Ladislav Posmrtni | | 22. februar 1440 Komárom Prvi sin Albrehta II. in Elizabete Luksemburške                                                                       | 22. februar 1440 –23. november 1457 | Vojvodina Spodnja Avstrija (1440-53) Nadvojvodina Spodnja Avstrija (1453-57)                                                                   | Deviški | 23. november 1457 Praga 17-leten | Nasledil kot mladoletnik, pod skrbništvom sestrične Ernestine. Njegova smrt brez potomcev je končala Albertinsko vejo in področja, ki jih je podedoval na Češkem in Ogrskem, so bila obnovljena šele med vladavino rimsko-nemškega cesarja Ferdinanda I.. |
| Spodnja Avstrija je priključena Notranji Avstriji                                                                                              | | | | | | | |
| Upravlja svetorimski cesar Friderik III.; Friderik III. je upravljal Vojvodino Spodnjo Avstrijo kot avstrijski vojvoda Friderik V. (1439-1446) | Upravlja svetorimski cesar Friderik III.; Friderik III. je upravljal Vojvodino Spodnjo Avstrijo kot avstrijski vojvoda Friderik V. (1439-1446) | Upravlja svetorimski cesar Friderik III.; Friderik III. je upravljal Vojvodino Spodnjo Avstrijo kot avstrijski vojvoda Friderik V. (1439-1446) | Upravlja svetorimski cesar Friderik III.; Friderik III. je upravljal Vojvodino Spodnjo Avstrijo kot avstrijski vojvoda Friderik V. (1439-1446) | Upravlja svetorimski cesar Friderik III.; Friderik III. je upravljal Vojvodino Spodnjo Avstrijo kot avstrijski vojvoda Friderik V. (1439-1446) | Upravlja svetorimski cesar Friderik III.; Friderik III. je upravljal Vojvodino Spodnjo Avstrijo kot avstrijski vojvoda Friderik V. (1439-1446)                          | Upravlja svetorimski cesar Friderik III.; Friderik III. je upravljal Vojvodino Spodnjo Avstrijo kot avstrijski vojvoda Friderik V. (1439-1446) | 1490 se odpove svojim ozemljem in s tem omogoči združenje Avstrije. |
| Sigismund Bogati | | 26. oktober 1427 Innsbruck drugi sin Friderika IV. Praznožepnega in Anna von Braunschweig                                                      | 24. junij 1439 –1490 | Grofija Tirolska Vojvodina Prednja Avstrija (1439-53) Nadvojvodina Prednja Avstrija (z Grofijo Tirolsko) (1453-90)                             | (1) Eleonora Škotska 12. februar 1449 Innsbruck en sin (2) Katarina Saksonska 24. februar 1484 Innsbruck ni podatkov                                                    | 4. marec 1496 Innsbruck 68-leten | 1490 se odpove svojim ozemljem in s tem omogoči združenje Avstrije. |
| Prednja Avstrija in Tirolsko sta pridružena Notranji Avstriji                                                                                  | | | | | | | |
| Upravlja (angl: regency) vojvoda Friderik IV. Avstrijski (1424-1435)                                                                           | Upravlja (angl: regency) vojvoda Friderik IV. Avstrijski (1424-1435)                                                                           | Upravlja (angl: regency) vojvoda Friderik IV. Avstrijski (1424-1435)                                                                           | Upravlja (angl: regency) vojvoda Friderik IV. Avstrijski (1424-1435)                                                                           | Upravlja (angl: regency) vojvoda Friderik IV. Avstrijski (1424-1435)                                                                           | Upravlja (angl: regency) vojvoda Friderik IV. Avstrijski (1424-1435) | Upravlja (angl: regency) vojvoda Friderik IV. Avstrijski (1424-1435)                                                                           | Sina Ernesta I. sta sovladala. Občasno se mu je Albert uprl in do svoje smrti zasedal deželi, ki sta danes znani kot Zgornja Avstrija in Spodnja Avstrija. Friderika IV. So med 1440 in 1452 izvolili za rimsko-nemškega cesarja in kot tak je 1453 priznal in uradno uveljavil naziv "nadvojvoda" za Habsburžane; s tem je vojvodstvo uradno povzdignil v nadvojvodstvo, ki ga je nekaj let pozneje nasledil (1490). Kljub ponovni združitvi celotne Avstrije Friderikova vladavina ni bila vedno nesporna: - 1485-1490: ogrski kralj Matija Korvin je zasedel avstrijski vojvodstvi Avstrijo in Štajersko in se razglasil za avstrijskega nadvojvoda. |
| Friderik V. Miroljubni | | 21. september 1415 Innsbruck Prvi sin Ernesta Železnega in Cimbarke Mazovjecke                                                                 | 10. junij 1424 –1490 | Vojvodina Notranja Avstrija (1424-53) Nadvojvodina Notranja Avstrija (1453-90)                                                                 | Eleonora Portugalska (18. IX. 1434 – 3. IX. 1467) 16. marec 1452 Rim pet otrok                                                                                          | 19. avgust 1493 Linz 77 let Geslo: "Hic regis, ille tuetur" "Tukaj je kralj, on varuje"                                                        | Sina Ernesta I. sta sovladala. Občasno se mu je Albert uprl in do svoje smrti zasedal deželi, ki sta danes znani kot Zgornja Avstrija in Spodnja Avstrija. Friderika IV. So med 1440 in 1452 izvolili za rimsko-nemškega cesarja in kot tak je 1453 priznal in uradno uveljavil naziv "nadvojvoda" za Habsburžane; s tem je vojvodstvo uradno povzdignil v nadvojvodstvo, ki ga je nekaj let pozneje nasledil (1490). Kljub ponovni združitvi celotne Avstrije Friderikova vladavina ni bila vedno nesporna: - 1485-1490: ogrski kralj Matija Korvin je zasedel avstrijski vojvodstvi Avstrijo in Štajersko in se razglasil za avstrijskega nadvojvoda. |
| Friderik V. Miroljubni | 1490 -19. avgust 1493 | 21. september 1415 Innsbruck Prvi sin Ernesta Železnega in Cimbarke Mazovjecke                                                                 | Nadvojvodina Avstrija | | Eleonora Portugalska (18. IX. 1434 – 3. IX. 1467) 16. marec 1452 Rim pet otrok                                                                                          | 19. avgust 1493 Linz 77 let Geslo: "Hic regis, ille tuetur" "Tukaj je kralj, on varuje"                                                        | Sina Ernesta I. sta sovladala. Občasno se mu je Albert uprl in do svoje smrti zasedal deželi, ki sta danes znani kot Zgornja Avstrija in Spodnja Avstrija. Friderika IV. So med 1440 in 1452 izvolili za rimsko-nemškega cesarja in kot tak je 1453 priznal in uradno uveljavil naziv "nadvojvoda" za Habsburžane; s tem je vojvodstvo uradno povzdignil v nadvojvodstvo, ki ga je nekaj let pozneje nasledil (1490). Kljub ponovni združitvi celotne Avstrije Friderikova vladavina ni bila vedno nesporna: - 1485-1490: ogrski kralj Matija Korvin je zasedel avstrijski vojvodstvi Avstrijo in Štajersko in se razglasil za avstrijskega nadvojvoda. |
| Albreht VI. Zapravljivec | | 12. september 1418 Dunaj Tretji sin Ernesta Železnega in Cimbarke Mazovjecke                                                                   | 10. junij 1424 –2. december 1463 | Vojvodina Notranja Avstrija (1424-53) Nadvojvodina Notranja Avstrija (1453-63)                                                                 | Matilda Pfalška 1452 Dunaj neznano | 2. december 1463 Dunaj 45 let | Sina Ernesta I. sta sovladala. Občasno se mu je Albert uprl in do svoje smrti zasedal deželi, ki sta danes znani kot Zgornja Avstrija in Spodnja Avstrija. Friderika IV. So med 1440 in 1452 izvolili za rimsko-nemškega cesarja in kot tak je 1453 priznal in uradno uveljavil naziv "nadvojvoda" za Habsburžane; s tem je vojvodstvo uradno povzdignil v nadvojvodstvo, ki ga je nekaj let pozneje nasledil (1490). Kljub ponovni združitvi celotne Avstrije Friderikova vladavina ni bila vedno nesporna: - 1485-1490: ogrski kralj Matija Korvin je zasedel avstrijski vojvodstvi Avstrijo in Štajersko in se razglasil za avstrijskega nadvojvoda. |
| Maksimilijan I. Zadnji vitez | | 22. marec 1459 Dunajsko Novo mesto Drugi sin Friderika V. Miroljubnega in Eleonore Portugalske (1434–1467)                                     | 19. avgust 1493 –12. januar 1519 | Nadvojvodina Avstrija | (1) Marija Burgundska 18. avgust 1477 Gent trije otroci (2) Ana Bretonska 18. december 1490 Rennes neznano (3) Bianca Maria Sforza 16. marec 1494 Hall in Tirol neznano | 12. januar 1519 Wels 59 let Geslo: "Cor regis in manu Dei" "Kraljevo srce je v Božji roki"                                                     | 1490 je zopet osvojil avstrijske dežele po smrti Matija Korvina in je prepričal nečaka Sigismunda, da mu odstopi Tirolsko. Izvoljen za rimsko-nemškega kralja in 1486 kronan kot svetorimski cesar 1508. Njegova prva poroka mu je omogočila, da je razširil Habsburško posest tudi nad Nizozemsko. |
| Karel V. | | 24. februar 1500 Gent Prvorojenec Filipa I. Kastiljskega in Ivane Blazne                                                                       | 12. januar 1519 –1521/1556 | Nadvojvodina Avstrija | Izabela Portugalska 10. marec 1526 Sevilja sedem otrok | 21. september 1558 Samostan Sveti Just 58 let Geslo: "Plus ultra" "Še dlje"                                                                    | Vnuk svojega predhodnika. Prek svoje matere je leta 1516 pridobil nedavno združeno Kraljevino Španijo in ustanovil špansko vejo Habsburžanov, ki je vladala do leta 1700. 1519 je podedoval avstrijsko nadvojvodstvo in bil prvi le izvoljen (ne pa kronan) kralj Rimljanov in rimsko-nemškega cesarstva (kot Karel V.). Leta 1521 je odstopil Avstrijo v korist svojega brata, vendar je vladal za njim do leta 1556. Tega leta je Karel odstopil in se odpovedal vsemu svojemu premoženju, ter se umaknil v Samostan svetega Justa. |
| Ferdinand I. pod svetorimskim cesarjem Karlom V. (1521-1556)                                                                                   | | 10. marec 1503 Alcalá de Henares Drugi sin Filipa I. Kastiljskega in Ivane I. Kastiljske                                                       | 1521/1556 –25. julij 1564 | Nadvojvodina Avstrija | Symmetria 046a Fridericus5.jpg Ana Jagelonska; imenovana tudi Ana Češka in Ogrska' (23. julij 1503 – 27. januar 1547), 25. maj 1521 Linz petnajst otrok                 | 25. julij 1564 Dunaj 61 let Geslo: "Fiat iustitia – pereat mundus!" "Naj bo pravica – četudi propade svet!"                                    | Brat predhodnika. Medtem, ko je sin Karla I. Filip II. podedoval »zahodne« posesti (Nizozemsko, Španijo z Nizozemsko, Prekmorske dežele ter italijanske državice), je Ferdinand podedoval ostale (avstrijske posesti); pridobil je še Češko in Ogrsko kraljestvo, in bil 1556 - po bratovem odstopu - izvoljen za nemškega kralja in rimskega cesarja. |
| Leta 1564 je potekala trojna delitev. | | | | | | | |

### Pomovna trojna delitev
Po Ferdinandovi smrti so si sinovi zopet razdelili Nadvojvodino.
1. Maksimilijan je dobil Avstrijo, znano tedaj kot Spodnja in Zgornja Avstrija;
2. Ferdinand je dobil Tirolsko in Prednjo Avstrijo; ker je umrl brez potomcev, je pripadla starejši avstrijski veji;
3. Karel je dobil Notranjo Avstrijo (tj. vojvodstva Štajersko Koroško in Kranjsko).

| Ime | Podoba               | Rojen                                                                              | Vladal                                                           | Področje                                           | Žena                                                                                                 | Umrl                                                                                | Opombe |
| --- | -------------------- | ---------------------------------------------------------------------------------- | ---------------------------------------------------------------- | -------------------------------------------------- | --- | ----------------------------------------------------------------------------------- | --- |
| Maksimilijan II. |                      | 31. julij 1527 Dunaj Prvi sin Ferdinanda I. in Ane Jagelonske                      | 25. julij 1564 –12. oktober 1576                                 | Nadvojvodina Spodnja in Zgornja Avstrija           | Marija Španska 13. september 1548 Valladolid šestnajst otrok                                         | 12. oktober 1576 Regensburg 49 let Geslo: "Dominus providebit" "Gospod bo poskrbel" | Maksimilijan, kot najstarejši sin, je bil izvoljen za kralja Rimljanov in rimsko-nemškega cesarja 1564, in je pridružil torej tudi Češko in Ogrsko kraljestvo.                             |
| Ferdinand II. |                      | 14. junij 1529 Linz Drugi sin Ferdinanda I. in Ane Jagelonske                      | 25. julij 1564 –24. januar 1595                                  | Nadvojvodina Prednja Avstrija (s Tirolsko)         | (1) Filipina Welser ok. 1576 štiri otroke (2) Ana Julijana Gonzaga 14. maj 1582 Innsbruck tri hčerke | 24. januar 1595 Innsbruck 65 let                                                    | Imela je potomce, vendar iz morganatskega zakona; zato niso bili sposobni za dedovanje; njene dežele je sčasoma podedovala starejša avstrijska veja.                                       |
| Karel II. |                      | 3. junij 1540 Dunaj četrti sin Ferdinanda I. in Ane Jagelonske                     | 25. julij 1564 –10. julij 1590                                   | Nadvojvodina Notranja Avstrija                     | Marija Bavarska 26. avgust 1571 Dunaj petnajst otrok                                                 | 10. julij 1590 Gradec 50 let                                                        | Za razliko od svojega brata Maksimilijana je bil Karel zaveden katoličan in je spodbujal katoliško obnovo na področjih pod svojo oblastjo.                                                 |
| Rudolf II. |                      | 18. julij 1552 Dunaj Drugi sin Maksimilijana II. in Marije Španske                 | 12. oktober 1576 –1608                                           | Nadvojvodina Spodnja in Zgornja Avstrija           | Deviški                                                                                              | 20. januar 1612 Praga 59 let Geslo: "Wie Gott will" "Kakor hoče Bog"                | Rimsko-nemški cesar in kralj Češke in Ogrske; začela se je Tridesetletna vojna; bil je pokrovitelj severnjaške manieristične umetnosti.                                                    |
| Matija Kralj Matjaž |                      | 24. februar 1557 Dunaj Četrti sin Maksimilijana II. in Marije Španske              | 24. januar 1595 –26. junij 1612 2. november 1618 –20. marec 1619 | Nadvojvodina Prednja Avstrija (z Grofijo Tirolsko) | Ana Tirolska 4. december 1611 Dunaj neznano                                                          | 20. marec 1619 Dunaj 62 let                                                         | Geslo: "Firmatum cœlitus omen" "Nebeški svod je znamenje" Tudi rimsko-nemšski cesar, kralj Češke in Ogrske.                                                                                |
| Matija Kralj Matjaž | 1608 –20. marec 1619 | 24. februar 1557 Dunaj Četrti sin Maksimilijana II. in Marije Španske              | Nadvojvodina Spodnja in Zgornja Avstrija (s Tirolsko 1612-18)    |                                                    | Ana Tirolska 4. december 1611 Dunaj neznano                                                          | 20. marec 1619 Dunaj 62 let                                                         | Geslo: "Firmatum cœlitus omen" "Nebeški svod je znamenje" Tudi rimsko-nemšski cesar, kralj Češke in Ogrske.                                                                                |
| Maksimilijan III. |                      | 12. oktober 1558 Dunaj Šesti sin Maksimilijana II. in Marije Španske               | 26. junij 1612 –2. november 1618                                 | Nadvojvodina Prednja Avstrija                      | Veliki mojster Nemškega viteškega reda Vladal v imenu brata Matija                                   | 2. november 1618 Dunaj 60 let                                                       | 1587 je bil kandidat za kralja Poljsko-Litevske sozveze. On je tudi upravljal Spodnjo in Zgornjo Avstrijo 1593–1595.                                                                       |
| Albreht VII. |                      | 13. november 1559 Dunajsko Novo mesto Peti sin Maksimilijana II. in Marije Španske | 20. marec –9. oktober 1619                                       | Nadvojvodina Spodnja in Zgornja Avstrija           | Princesa Izabela Klara Španska 18. april 1599 Valencia brez otrok                                    | 13. julij 1621 Bruselj 61 let                                                       | Tudi podkralj Portugalske pod Filipom II., in vladar Nizozemske (1598-1621). Vladal je le nekaj mesecev kot nadvojvoda pred svojim odstopom; s tem je omogočil ponovno združenje Avstrije. |
| 1619 je rimsko-nemški cesar Ferdinand II. (Ferdinand III. Avstrijski) spet združil Nadvojvodino, vendar jo je zaradi hudih posledic, ki jih je pustila Tridesetletna vojna, moral zopet deliti: 1. Ferdinand je dobil Spodnjo in Notranjo Avstrijo; 2. Leopold, njegov brat, pa je prejel Zgornjo Avstrijo (s Prednjo Avstrijo in Tirolsko). |                      |                                                                                    |                                                                  |                                                    | |                                                                                     | |

### Združitev in spet delitev
Drobna knjižica, ki jo skrajšano imenujemo Symmetria iuridico Austriaca, obravnava 17 bolj znanih avstrijskih vladarjev do vključno Leopolda I., saj je izšla leta 1674 - torej desetletje prej in še ne more obravnavati pomembne Zmage pri Dunaju nad Turki 1683.
| Ime | Podoba                                                                               | Rojen | Vladal                                                                               | Področje                                                                             | Žena | Umrl                                                                                   | Opombe |
| --- | ------------------------------------------------------------------------------------ | --- | ------------------------------------------------------------------------------------ | ------------------------------------------------------------------------------------ | --- | -------------------------------------------------------------------------------------- | --- |
| Upravljata Ernest Avstrijski (1590-1593) in Maksimilijan III. Avstrijski (1593-1595) | Upravljata Ernest Avstrijski (1590-1593) in Maksimilijan III. Avstrijski (1593-1595) | Upravljata Ernest Avstrijski (1590-1593) in Maksimilijan III. Avstrijski (1593-1595)                      | Upravljata Ernest Avstrijski (1590-1593) in Maksimilijan III. Avstrijski (1593-1595) | Upravljata Ernest Avstrijski (1590-1593) in Maksimilijan III. Avstrijski (1593-1595) | Upravljata Ernest Avstrijski (1590-1593) in Maksimilijan III. Avstrijski (1593-1595)                                                                                                 | Upravljata Ernest Avstrijski (1590-1593) in Maksimilijan III. Avstrijski (1593-1595)   | Tudi rimsko-nemški cesar (1619-1637), in ogrski ter češki kralj. 1619 je Avstrijo združil, toda zopet razdelil. |
| Ferdinand II. |                                                                                      | 9. julij 1578 Gradec Drugi sin Karla II. in Marije Ane Bavarske                                           | 10. julij 1590 –9. oktober 1619                                                      | Nadvojvodina Notranja Avstrija                                                       | (1) Marija Bavarska 23. april 1600 Gradec sedem otrok (2) Eleonora Gonzaga 2. februar 1622 Innsbruck neznano                                                                         | 15. februar 1637 Dunaj 58 let Geslo: "Legitime certantibus" "Po zakonu s tekmeci"      | Tudi rimsko-nemški cesar (1619-1637), in ogrski ter češki kralj. 1619 je Avstrijo združil, toda zopet razdelil. |
| Ferdinand II. | 9. oktober 1619 –1623                                                                | 9. julij 1578 Gradec Drugi sin Karla II. in Marije Ane Bavarske                                           | Nadvojvodina Avstrija                                                                |                                                                                      | (1) Marija Bavarska 23. april 1600 Gradec sedem otrok (2) Eleonora Gonzaga 2. februar 1622 Innsbruck neznano                                                                         | 15. februar 1637 Dunaj 58 let Geslo: "Legitime certantibus" "Po zakonu s tekmeci"      | Tudi rimsko-nemški cesar (1619-1637), in ogrski ter češki kralj. 1619 je Avstrijo združil, toda zopet razdelil. |
| Ferdinand II. | 1623 –15. februar 1637                                                               | 9. julij 1578 Gradec Drugi sin Karla II. in Marije Ane Bavarske                                           | Nadvojvodina Spodnja in Notranja Avstrija                                            |                                                                                      | (1) Marija Bavarska 23. april 1600 Gradec sedem otrok (2) Eleonora Gonzaga 2. februar 1622 Innsbruck neznano                                                                         | 15. februar 1637 Dunaj 58 let Geslo: "Legitime certantibus" "Po zakonu s tekmeci"      | Tudi rimsko-nemški cesar (1619-1637), in ogrski ter češki kralj. 1619 je Avstrijo združil, toda zopet razdelil. |
| Leopold V. |                                                                                      | 9. oktober 1586 Gradec Peti sin Karla II. in Marije Bavarske                                              | 1623 –13. september 1632                                                             | Nadvojvodina Prednja Avstrija                                                        | Klavdija Medičejska 19. april 1626 Innsbruck pet otrok | 13. september 1632 Schwaz 45 let                                                       | Ko so ga izvolili za vladajočega avstrijskega nadvojvoda, se je odpovedal svojemu cerkvenemu stanu, s katerim je bil povezan celibat (imel je Škofijo Passau in Strasbourg) – da bi se lahko poročil in imel otroke. |
| Upravlja Klavdija Medičejska (1632-1646) |                                                                                      | |                                                                                      |                                                                                      | |                                                                                        | |
| Ferdinand Karel |                                                                                      | 17. maj 1628 Innsbruck Prvorojenec Leopolda V. in Klavdije Medičejske                                     | 13. september 1632 –30. december 1662                                                | Nadvojvodina Prednja Avstrija                                                        | Ana Medičejska 10. junij 1646 Innsbruck dve hčerki | 30. december 1662 Kaltern 34 let                                                       | |
| Ferdinand III. |                                                                                      | 13. julij 1608 Gradec Tretji sin Ferdinanda II. in Marije Bavarske                                        | 15. februar 1637 –2. april 1657                                                      | Spodnja Avstrija in Notranja Avstrija                                                | (1) Marija Ana 20. februar 1631 Dunaj šest otrok (2) Marija Leopoldina Avstrijska 2. julij 1648 Linz enega sina (3) Eleonora Gonzaga 30. april 1651 Dunajsko Novo mesto štiri otroke | 2. april 1657 Dunaj 48 let Geslo: "Pietate & iustitiâ" "S pobožnostjo in pravičnostjo" | Tudi rimsko-nemški cesar (1637-1657), ter kralj Ogrske in Češke. |
| Sigismund Franc |                                                                                      | 27. november 1630 Innsbruck Drugi sin Leopolda V. in Klavdije Medičejske                                  | 30. december 1662 –25. junij 1665                                                    | Nadvojvoda Prednje Avstrije                                                          | Hedvika Sulcbaška 13. junij 1665 Sulzbach neznano | 25. junij 1665 Innsbruck 34 let                                                        | Brat predhodnika. Po njegovi smrti so njegova ozemlja pripadla starejši veji. |
| Leopold I. |                                                                                      | 9. junij 1640 Dunaj Četrti sin Ferdinanda III. in Marije Ane                                              | 2. april 1657 –25. junij 1665                                                        | Nadvojvodina Spodnja in Notranja Avstrija                                            | (1) Marjeta Terezija 12. december 1666 Dunaj štiri otroke (2) Klavdija Felicita 15. oktober 1673 Gradec dve hčerki (3) Eleonora Magdalena 14. december 1676 Passau enajst otrok      | 5. maj 1705 Dunaj 64 let Geslo: "Consilio et industriâ" "Z načrtovanjem in pridnostjo" | Tudi rimsko-nemški cesar, in češki ter ogrski kralj. Leta 1665 je zopet združil Avstrijo. |
| Leopold I. | 25. junij 1665 –5. maj 1705                                                          | 9. junij 1640 Dunaj Četrti sin Ferdinanda III. in Marije Ane                                              | Nadvojvodina Avstrija                                                                |                                                                                      | (1) Marjeta Terezija 12. december 1666 Dunaj štiri otroke (2) Klavdija Felicita 15. oktober 1673 Gradec dve hčerki (3) Eleonora Magdalena 14. december 1676 Passau enajst otrok      | 5. maj 1705 Dunaj 64 let Geslo: "Consilio et industriâ" "Z načrtovanjem in pridnostjo" | Tudi rimsko-nemški cesar, in češki ter ogrski kralj. Leta 1665 je zopet združil Avstrijo. |
| Jožef I. |                                                                                      | 26. julij 1678 Vienna Prvi sin Leopolda VI. in Eleonore Magdalene                                         | 5. maj 1705 –17. april 1711                                                          | Nadvojvodina Avstrija                                                                | Vilhelmina Amalija Lineburška 10. junij 1646 Dunaj tri otroke | 17. april 1711 Dunaj 32 let                                                            | Tudi Svetorimski cesar ter kralj Ogrske in Češke. |
| Karel VI. |                                                                                      | 1. oktober 1685 Dunaj Drugi sin Leopolda I. in Eleonore Neuburške                                         | 17. april 1711 –20. oktober 1740                                                     | Nadvojvodina Avstrija                                                                | Elizabeta Kristina 1. avgust 1708 Santa Maria del Mar, Barcelona pet otrok | 20. oktober 1740 Dunaj 55 let                                                          | Tudi rimsko-nemški cesar, ter kralj Ogrske in Češke. V letu 1700 je zahteval Špansko kraljestvo v Španski nasledstveni vojni (1700-1713).                                                                            |
| Marija Terezija s Francom I. (1740–1765) in z Jožefom II. (1765–1780) |                                                                                      | 13. maj 1717 Hofburg Prva hčerka Karla VI. in Elizabeta Kristina Wolfenbüttelske                          | 20. oktober 1740 –29. november 1780                                                  | Nadvojvodina Avstrija                                                                | 12. februar 1736 Dunaj 16 otrok | 29. november 1780 Hofburg 63 let                                                       | Tudi kraljica Ogrske in Češke. |
| Franc Štefan I. z Marijo Terezijo (1740–1765) |                                                                                      | 8. december 1708 Nancy v Franciji Četrti sin Leopolda Lotarinškega Dobrega in Elizabete Šarlote Orleanske | 20. oktober 1740 –18. avgust 1765                                                    | Nadvojvodina Avstrija                                                                | 12. februar 1736 Dunaj 16 otrok | 18. avgust 1765 Innsbruck 56 let                                                       | Tudi rimsko-nemški cesar (1740-1765). Zamenjal je svojo izvirno Vojvodino Lotaringijo za Nadvojvodino Toskano (1737).                                                                                                |
| Avstrijska plemiška veja se je končala leta 1780 s smrtjo Marije Terezije Habsburške; nadaljevala jo je povezava izvirne avstrijske veje Habsburžanov in vodemontske veje Lotarinških iz Lotaringije v osebi njenega sina Jožefa II. Nova rodovina-naslednica se je imenovala torej Habsburško-Lotarinška rodbina ("Habsburg-Lothringen"). Vsi danes živeči Habsburžani so pristni potomci Marije Terezije in Franca Štefana. |                                                                                      | |                                                                                      |                                                                                      | |                                                                                        | |

### Habsburško-Lotarinška veja
| Ime         | Podoba | Rojen                                                                            | Vladal                              | Področje                                      | Žena | Umrl                          | Opombe |
| ----------- | ------ | -------------------------------------------------------------------------------- | ----------------------------------- | --------------------------------------------- | --- | ----------------------------- | --- |
| Jožef II.   |        | 13. marec 1741 Dunaj Prvi sin Franca Štefana I. in Marije Terezije               | 29. november 1780 –20. februar 1790 | Nadvojvodina Avstrija (Habsburško-Lotarinški) | (1) Izabela Parmska 6. oktober 1760 Dunaj dve hčerki (2) Marija Jožefa Bavarska 23. januar 1765 Palača Schönbrunn na Dunaju neznano | 20. februar 1790 Dunaj 48 let | Sovladal s svojo materjo do smrti svojega očeta; nato kot rimsko-nemški cesar (1765-1790). |
| Leopold II. |        | 5. maj 1747 Dunaj Tretji sin Franca Štefana I. in Marije Terezije                | 20. februar 1790 –1. marec 1792     | Nadvojvodina Avstrija (Habsburško-Lotarinški) | Marija Ludovika Španska 16. februar 1764 Innsbruck šestnajst otrok | 1. marec 1792 Dunaj 44 let    | Vladala je kratko, vendar je bila izvoljena tudi za rimsko-nemško cesarico (1790-1792). |
| Franc I.    |        | 12. februar 1768 Firence Najstarejši sin Leopolda II. in Marije Ludovike Španske | 1. marec 1792 –11. avgust 1804      | Nadvojvodina Avstrija (Habsburško-Lotarinški) | (1) Elizabeta Würtemberška je bila prva žena cesarja Franca I. 6. januar 1788 - Dunaj eno hčerko (2) Marija Terezija Neapeljska 15. september 1790 - Dunaj 12 otrok (3) Marija Ludovika Avstrijska 6. januar 1808 - Dunaj ni podatkov (4) Karolina Avgusta Bavarska Avgusta Hesenska (de: Auguste Wilhelmine Maria von Hessen-Darmstadt in prek svojih dveh porok kraljica Würtemberga in končno cesarica Avstrije. 29. oktober 1816 - Dunaj ni podatkov | 2. marec 1835 Dunaj 67 let    | Leta 1804 se je Napoleon razglasil za prvega francoskega cesarja. Tega leta je Franc Habsburški sprejel nov naslov avstrijskega cesarja, a obenem zadržal svoj prejšnji naslov avstrijskega nadvojvoda. 1806 je Sveto rimsko cesarstvo prenehalo obstajati. |

### Avstrijski cesarji (1804–1918)
| Podoba             | Grb in ime                                                       | Vladal                                                                                            | Nasledstvo                                      | Življenjski podatki |
| ------------------ | ---------------------------------------------------------------- | ------------------------------------------------------------------------------------------------- | ----------------------------------------------- | --- |
| miniature portrait | Franc I. Franz Joseph Karl                                       | 11. avgust 1804 – 2. marec 1835 (30 years, 6 months and 19 days 30 let, 6 mesecev, 19 dni)        |                                                 | 12. februar 1768 – 2. marec 1835 (67 leten) |
| miniature portrait | Ferdinand I. Ferdinand Karl Leopold Joseph Franz Marcelin        | 2. marec 1835 – 2. december 1848 (13 years and 9 months 13 let in 9 mesecev)                      | Sin Franca I.                                   | 19. april 1793 – 29. junij 1875 (82 leten) |
| miniature portrait | Franc Jožef I. Franz Joseph Karl                                 | 2. december 1848 – 21. november 1916 (67 years, 11 months and 19 days 67 let, 11 mesecev, 19 dni) | Nečak Ferdinanda I.; vnuk Franca I.             | 18. avgust 1830 – 21. november 1916 (86 leten) |
| miniature portrait | Karel I. Blaženi Karl Franz Josef Ludwig Hubert Georg Otto Maria | 21. november 1916 – 12. november 1918 (1 year, 11 months and 22 days 1 leto, 11 mesecev, 22 dni)  | pranečak Franc-Jožefa I.; pra-pravnuk Franca I. | 17. avgust 1887 – 1. april 1922 (34 leten) Geslo: »Vse moje prizadevanje je vedno in v vseh stvareh: Božjo voljo kar se da jasno spoznati in jo kar najpopolneje udejanjiti.« |

## Konec Avstro-Ogrske

### Cerkev o vojni kotnepotrebni klavnici

#### Mirovne pobude in lajšanje bede
Okrožnica Ad beatissimi apostolorum, ki jo je izdal 1. novembra 1914 – obsoja Benedikt XV. nesmiselno vojno morijo, ki jo je začel kapitalizem oziroma imperializem - kakor tudi razredni boj, ki ga oznanja socializem. V tej svoji prvi okrožnici je torej papež kot duhovni oče vsega človeštva spregovoril vsem ljudem dobre volje, posebej pa katoličanom - ki so bili najbolj ranljivi, saj so bili večkrat prisilno vpleteni v spopade na obeh straneh fronte. Govoril je o zlu, ki ga je prinesla vojska; kot glavne vzroke za vojno morijo je obsodil pomanjkanje ljubezni, nespoštovanje avtoritete, razredni boj in človeško lakomnost. 
Prvega avgusta 1917 je Benedikt XV. »vsem voditeljem vojskujočih se narodov« poslal skrbno pripravljen predlog za mirovna pogajanja, ki naj bi zagotovila trajen mir. Papežev predlog se je v marsičem ujemal s kasnejšimi Štirinajstimi točkami mirovnega načrta ameriškega predsednika Wilsona. 
1. Med vojno in po njej je posredoval pri posameznih vladah, da bi izpustile vojne ujetnike, zlasti bolne za jetiko; skušal je organizirati pomoč za dežele, v katerih so ljudje trpeli hudo pomanjkanje, tudi za boljševiško Rusijo.[82]
2. Papež Benedikt XV. je spodbujal k dobrodelnemu delovanju za zbiranje potrebnih sredstev in denarja; tako je sam prispeval 82 milijonov lir, da je poskrbel za najbolj ogrožene med vojno – skoraj do vatikanskega bankrota. A v zahvalo je dobival samo zaničevanje in omalovaževanje – od vseh vojskujočih se strani, zlasti pa od Italije.
3. Papež je postal v najtežjem času: Sveti sedež je bil popolnoma osamljen; imel je stike le s tremi večjimi silami: Avstrijo, Rusijo in Nemčijo. Francija je 1905 pretrgala diplomatske odnose, medtem ko so prostozidarske italijanske vlade onemogočale, da bi se slišal glas Cerkve. Vse to se je dogajalo, ko je bila Evropa v nezaslišani vojni, ki je pripravljala tlo totalitarizmom in postopnemu propadanju Evrope. Benediktu XV. je bilo jasno, da je tekoči spor popolnoma zgrešen, brez možnega izhoda; ni verjel, da bo kratek, kot so mislili vsi; takoj mu je bilo jasno, da bo strašen, zlasti z izumitvijo novih orožij za množično uničevanje. Benediktova vojna zoper vojno se je začela takoj, takoj pa tudi osamitev. Njegova molitev za mir, napisana januarja 1915, je bila v Franciji zaplenjena, medtem ko so jo lahko v Italiji brali le znotraj cerkva. To je nakazovalo, kaj se bo godilo med Drugo svetovno vojno s cenzuro okrožnic Pija XII. zoper nacizem in komunizem.
4. Mit o državi, ki je »svobodna« od nravnosti in krščanstva, tako kaže svoj najbolj resničen obraz. V Londonskem sporazumu, s katerim se Italija zavezuje, da bo vstopila v vojno na strani Angležev v zameno za ozemlja, ki jih bo dobila, je bil vstavljen člen 15, ki prepoveduje papežu sodelovanje v kakršnemkoli prihodnjem diplomatskem pogajanju. Benedikt si je prizadeval, da bi zaustavil vstop Italije v vojno in je brezuspešno prepričeval Franca Jožefa, naj odstopi ozemlja, da bi izbil Lahom vsak casus belli. Niti mnogi katoličani ga niso razumeli in papež je moral trpeti tudi zategadelj očitke z obeh strani.

Medtem, ko so različne države poskušale pridobiti Benedikta XV. na svojo stran in so ga pozivale, naj prizna in obsodi krivde njihovih nasprotnikov, je vendar Benedikt , čeprav se je zavedal, da bo vznejevoljil vse, potrjeval vedno resnico: poleg napak enih omenja tudi napake drugih. Npr.: »Nemci vodijo podmorsko vojno?« »Da, ampak ali Angleži prenehajo pomorsko zaporo na nemško škodo?«… 
Tako je 1917, njegova znamenita in silovita obsodba dell'inutile strage (nekoristnega pokola), z blagim dodatkom za prihodnji pravičen in trajen mir – (veliko pametnejši od tistega, ki ga bodo načrtovali zmagovalci v Parizu, in s tem odprli vrata drugemu svetovnemu spopadu) postala pretveza za neverjetno obtožbo: nihče še ni zmagal v vojni, nihče se noče odpovedati morebitnemu plenu, za katerega je papež postal zaviralec (sabotatore). Nemci so ga obtoževali, da drži z Amerikanci in njihovimi zavezniki, Amerikanci in zavezniki pa, da drži z Nemci. V Italiji so Benedikta obtoževali celo »nedejavnosti« (»disfattismo«) in da je kriv za Poraz pri Kobaridu, da drži z Avstrijci, da je papa austriaco; tako je postal iz »Benedetto XV« - »Maledetto XV«.
Papež je vse svoje sile posvetil prenehanju svetovnega spopada; njegov brat Giovanni pa je v vojni sodeloval in je napredoval do kontraadmirala. Vojna in njene hude posledice so bile v središču Benediktovega papeževanja. Razglasil je strogo neuvrščenost Svetega sedeža in poskušal večkrat posredovati za mir, vendar sta obe strani njegove pobude gladko zavrnili, češ da je pristranski in naklonjen njihovim nasprotnikom. Ta podtikanja je zavrnil državni tajnik Svetega sedeža kardinal Gasparri, ki je v pismu z dne 4. marca 1916 poudaril, da je Sveti sedež popolnoma neuvrščen in da ne podpira nobene od vojskojočih se strani. Tako stališče je bilo še pomembnejše, ko so italijanske oblasti ob vstopu Italije v vojno 1915 izgnale diplomatske predstavnika Nemčije in Avstro-Ogrske iz Rima, in je lahko papež z njimi imel stike le prek švicarskega Lugana. 

Nemški protestantje so zavračali papeški mir kot žaljiv. Francoski politik Clemenceau, zagrizen protiklerikalec, je smatral to vatikansko pobudo za protifrancosko. Benedikt je napravil več neuspelih mirovnih poskusov; to prizadevanje ga je storilo še manj priljubljenega, celo v katoliških deželah kot je bila Italija; ljudi se je polastila vojna blaznost in niso bili pripravljeni sprejeti nič manj kot zmago. 

#### Smernice za vzpostavitev trajnega in pravičnega miru
1. avgusta 1917 je Benedikt predložil sedem točk mirovnega načrta: 
1. »moralna sila prava naj zamenja gmotno silo orožja«;
2. potrebno je »sočasno in sorazmerno zmanjšanje orožja«;
3. treba je postaviti ustanovo za »mednarodno razsodišče«;
4. obstaja »prava svoboda in splošna pravica do mórij«;
5. treba se je »odpovedati vojni odškodnini«;
6. zasedena področja bodo vrnjena;
7. preučiti bo treba »medsebojne očitke«.

Z drugimi besedami to pomeni, da bi pričakovali od vojskujočih se strani po treh letih vojne, po nekaj milijonih mrtvih, da se vrnejo na svoje izhodiščne položaje, ko da se ne bi bilo ničesar zgodilo. Odzivi so bili dokaj različni: 

Velika Britanija se je odzvala naklonjeno, vendar je bilo javno mnenje mešano. Predsednik Združenih držav Amerike Wilson je zavrgel načrt. Bolgarija in Avstro-Ogrska sta bili naklonjeni, toda Nemčija je odgovorila dvoumno. Benedikt je tudi predložil neobvezno služenje vojske, kar je ponovil tudi leta 1921.
Nekaj od teh predlogov je bilo vključeno v Štirinajst točk Wilsonovega mirovnega poziva z dne 8. januarja 1918. 

V Evropi se je vsaka od strani čutila oškodovano v korist druge in niso bile pripravljene sprejeti predlogov. Kljub neuspehom pa je papeževo vztrajno prizadevanje za mir in nesebična vsestranska dobrodelnost najbolj ogroženim povečalo papeški ugled in je poslužilo za vzorec mirovnih naporov Piju XII. pred in med Drugo svetovno vojno, Pavlu VI. med Vietnamsko vojno, kakor tudi Janezu Pavlu II. pred in med Iraško vojno. 

Kot dodatek svojim naporom na področju mednarodne diplomacije je poskušal papež Benedikt zagotoviti mir skozi krščansko vero, ter je zaukazal katoličanom po vsem svetu posebne molitve za mir.
V zvezi z njegovimi diplomatskimi, dobrodelnimi in molitvenimi prizadevanji upodablja spomenik v cerkvi sv. Petra papeža zatopljenega v molitev, klečečega na grobu, ki spominja na padlega vojaka vojne, ki jo je opisoval kot nekoristen pokol.
Njegov naslednik Pij XI. mu je dal postaviti v Cerkvi sv. Petra spomenik, ki povzema njegovo mirotvorno delovanje. 

Papež je zatopljen v molitev, klečeč na grobu, ki spominja na Prvo svetovno vojno, katero je opisal kot »nekoristno klanje«. Grob pokrivajo oljčne vejice, simboli miru. Nad spomenikom je Marija, ki ponuja svetu v plamenih Jezusa, ki je Knez miru. 

Spomenik je izdelal 1928 Canonica. Sama rešitev je izvirna, a ne prepričljiva, saj nima »skladnega sestavnega in slogovnega odnosa med različnimi deli umetnine«, kot meni Orienti. Morda pa je umetnik namenoma poudaril nasprotje med stvarnim razburkanim stanjem in papeževimi mirovnimi pozivi. Dejansko izrazit reljef, ki je zelo zahteven in stvaren, ni v povezavi s toplejšo prisrčno predstavitvijo papeža, ki je oblečen v vsakdanja in neuradna oblačila. Delo, ustvarjeno z večbarvnimi marmorji, so neposredno navdihnili usodni vojni dogodki, ki jim je papež Benedikt XV. zaman skušal napraviti konec; zato je uporabil ves svoj ugled in diplomacijo, da bi olajšal trpljenje človeštva. Versajski mirovni sporazum je označil kot »blagoslov za sovraštvo«.

### Versajska mirovna pogodba
Po podpisu premirja v Compiegnu, 11. novembra 1918 so izginila štiri velika cesarstva: Nemško, Avstro-Ogrsko, Rusko in Osmansko cesarstvo. Iz njihovih ozemelj so nastale številne nove države: Poljska, Madžarska, Češkoslovaška, Avstrija, Kraljestvo Slovencev, Hrvatov in Srbov, Litva, Latvija, Estonija, Finska, Turčija, Gruzija, Armenija, Irak, Libanon in Sirija. 
Nastanek novih držav je ustvaril probleme z nacionalnimi mejami. V nekaterih novih državah je vladalo brezvladje, v drugih se je prve svetovna vojne spremenila v državljanske vojne in revolucije. Do sporov je prišlo tudi med nekdanjimi zavezniki. Da bi uredili razmere v Evropi in svetu ter Nemčiji določili mirovne pogoje, so zavezniki sklicali mirovno konferenco, ki se je začela 18. januarja 1919 v Parizu. 
Ameriški predsednik  Woodrow Wilson je s svojimi idejami o samoodločbi narodov ter neposredni demokraciji požel navdušenje pri narodih in njihovih voditeljih; Francija in Anglija pa sta želeli popolnoma uničiti in ponižati zlasti Nemčijo, naprtivši ji nerazumno visoko vojno odškodnino,; to je podžigalo maščevalnost, ki je kmalu izbruhnila na dan v Drugi svetovni vojni. 13. februarja 1919 so zavezniki ustanovili posebno organizacijo, ki naj bi preprečevala nove vojne spopade po vsem svetu – Društvo narodov. 
28. junija 1919 so v dvorcu Versailles Nemci in zavezniki dokončno podpisali Versajsko mirovno pogodbo s čimer je bilo prve svetovne vojne formalno konec. 
Ob tem dogodku je bilo slišati zlovešče, toda žal preroške besede:
To ni mir. To je le dvajsetletno premirje.— Ferdinand Foch

#### Načelo samoodločbe narodov
Načela samoodločbe so sicer bila dobra in pravična – vendar se jih zavezniki niso dosledno držali. Tajni predvojni in medvojni dogovori so surovo kršili načelo samoodločbe, kar je povzročalo resne sporov med zavezniki in novonastalimi državami. 
1. Londonski sporazum, po katerem naj bi Italiji za njene „zasluge” pripadli veliki deli naseljeni izključno s slovanskim, tj. slovenskim in hrvaškim prebivalstvom na vzhodu, a z nemškim na severu – ni nasitil italijanskega iridentizma: Italija je želela iztržiti še več in je zahtevala celotno vzhodno jadransko obalo, da bi zaokrožila »Mare nostro«.
2. Dogovor Sykes–Picot pa je razdelil Bližnji vzhod med Veliko Britanijo in Francijo. Za prehodno obdobje so zavezniki uvedli sitem začasnih upravnih mandatov v okviru Društva narodov tako na Bližnjem vzhodu kot tudi v nekdanjih nemških afriških kolonijah.

Medtem ko je v Parizu potekala konferenca so po Evropi divjali nemiri, revolucije in brezvladje. Nastale so tudi številne nove države, kar je pripeljalo do težav z mejami; mirovne komisije so na spornih ozemljih uvajale plebiscite, s katerimi naj bi se prebivalci sami odločali, na kateri strani meje želijo živeti. Za Slovence, ki so se pod vplivom avstrijske propagande na Koroškem večinoma odločili za Nemško Avstrijo, je to pomenilo pravo narodno katastrofo, saj so od zajamčenih manjšinskih pravic ostale le obljube.

### Nastanek republike Avstrije
Z ostalimi centralnimi državami so zavezniki sklenili ločene sporazume. Desetega septembra 1919 so podpisali mirovni sporazum z Avstrijo, 27. novembra 1919 z Bolgarijo, 4. junija 1920 z Madžarsko in 24. julija 1923 z novonastalo državo Turčijo. Spopadi so bili dejansko končani že 11. novembra 1918 s podpisom premirja, sestavljanje mirovne pogodbe pa je zahtevalo še pol leta pogajanj na pariški mirovni konferenci.
Cesar z družino je bil iz države izgnan; Avstrija je tako postala republika. Vodja države je postal predsednik (»Bundespräsident«), medtem ko je vodja vlade postal kancler (»Bundeskanzler«), ki je postal državni izvršilni organ.

## Državna in vladarska znamenja

### Avstroogrski grb (1915)
1. srebrni orel - za hišo Avstrije; red zlatega runa, vojaški red Marije Terezije, red svetega Štefana in avstrijski cesarski red Leopolda; za grb, kraljevska krona;
2. okronani azurno – za Habsburžane
3. trije srebrni alerioni – za Lotarinško
4. tri krone - za Galicijo in Lodomerijo
5. srebrni lev – za Češko
6. tri okronane leopardje glave – za Dalmacijo
7. orel, oborožen s sabljo, nagnjen rumeni oreh, s polmesecem, ki iz njegove sredine izvira srebrn križ – za Zgornjo in Spodnjo Šlezijo
8. divji lev – za Salzburg
9. orel s karirastim srebrom in rumeno barvo in okronan – za Moravsko;
10. prapor – za Vorarlberg;
11. koza – za Istro;
12. orel, oborožen in okronan, v krilih trilistna stebelca – za Tirolsko;
13. bikova glava med tremi šesterokrakimi zvezdami – za Bukovino;
14. lev, šestica –za Gorico;
15. križ, ki se dviga na srebrni polmesec – za Gradiško;
16. vtisnjena »božja roka«, z rokavi, ki drži srebrno sabljo, ki izhaja iz srebrnega oblaka – za Bosno in Hercegovino;
17. dvoglavi orel, dvakrat okronan na vrhu z žezlom – za Trst;
18. pet orlov – za Spodnjo Avstrijo;
19. orel – za Gornjo Avstrijo;
20. ogenj bruhajoči rogati panter – Štajerska;
21. srebrni orel z modro avreolo, okronan, s polmesecem – za Kranjsko;
22. trije levi – za Koroško;
23. srebrna – za Avstrijo;
24. grb, cesarska krona, ščit s ščiti – za dežele krone sv. Štefana
25. dvobarvna - rdeče-bela šahovnica – za Hrvaško;
26. srebrna kuna s šestimi kremplji – za Slavonijo;
27. orel, obkrožen s sijočim soncem pa sedmimi stolpi – za Transilvanijo;
28. ščit iz osmih rdečih in srebrnih polj ter dvojni srebrni križ (tega ima v grbu tudi Slovaška) – za Madžarsko;
29. dvoglavi orel na gori, ki vstaja iz morskega dna – za Reko;
30. sveta krona, angel s srebrnimi krili nosi geslo: "Indivisibiliter Ac Inseparabiliter" ("Nedeljivo in neločljivo".)

### Himna
- Večjezična cesarska himna
- Avstrijska himna, italijanska izvedba
- Avstrijska himna v 6 jezikih